# Hans-Martin Rüter
Hans-Martin Rüter (* 31. Dezember 1965 in Stuttgart) ist ein deutscher Ingenieur und Unternehmer, der zur Entwicklung der globalen Solarstromenergie und zu den gesetzgeberischen Grundlagen der Solarwirtschaft beigetragen hat. Als erster Präsident des Bundesverbands Solarwirtschaft (BSW) war er bei der Einführung des Erneuerbare-Energien-Gesetzes (EEG) sowie weiterer gesetzgeberischer Grundlagen der Solarwirtschaft aktiv. Rüter wurde für sein Wirken zum europäischen wie deutschen Unternehmer des Jahres 2007 gewählt.

## Leben und Wirken
Hans-Martin Rüter wuchs in Stuttgart auf und legte 1985 sein Abitur am Eberhard-Ludwigs-Gymnasium ab. Er war Leichtathlet mit Schwerpunkt Zehnkampf. Nach dem Abschluss seines Studiums 1992 an der Technischen Universität München zum Dipl.-Ing. arbeitete Rüter bis Ende 1995 in der internationalen Management-Beratung Bossard Consultants.
Im Januar 1996 gründete er mit der SunTechnics Trading für Solartechnik GmbH seine erste Unternehmung. Diese baute er als SunTechnics zum Anlagenbauer von Solaranlagen mit Präsenz in 24 Ländern aus. Im Dezember 1998 gründete Rüter die Conergy GmbH, die in Allianz mit weiteren Firmengründungen unter seiner Führung kommerzielle Megawatt-Solarparks entwickelte, so wie 2003 den damals weltweit größten im bayerischen Hemau. 2000 wandelte er die Conergy in eine Aktiengesellschaft (AG) um und führte sie als Vorsitzender des Vorstands (CEO) am 17. März 2005 an die Frankfurter Börse. Der damalige Börsengang mit einer 27-fachen Überzeichnung und einer Erstnotiz von 31 % über dem Ausgabepreis war die erfolgreichste Erstplatzierung in diesem Jahr. Als Ein-Mann-Unternehmen gegründet, baute Rüter das Unternehmen zu einem global agierenden Konzern mit über 2.800 Mitarbeitern und über 1 Mrd. Euro Umsatz aus.
Rüter wurde 2001 zum Präsidenten des Unternehmensverbands Solar (UVS) in Berlin gewählt. Ihm gelang es, die vormals konträr agierenden Branchenverbände zum Bundesverband Solarwirtschaft (BSW) zu fusionieren und diesen zum Sprachrohr der Branche aufzubauen. Er wurde neben Winfried Hoffmann zum ersten Präsidenten gewählt. In dieser Funktion wirkte er bei der Gestaltung und der Durchsetzung des Erneuerbaren-Energien-Gesetzes mit. Von 2006 bis 2007 war er Mitglied im Klimabeirat des Ersten Bürgermeisters von Hamburg, Ole von Beust.
Am 15. November 2007 schied er aus dem Vorstand der Conergy aus. Nach seinem Ausscheiden wurde gegen Rüter wegen möglicher Bilanzverstöße ermittelt. Er wurde 2016 von allen strafrechtlichen Vorwürfen freigesprochen. Die zuständige Wirtschaftskammer des Hamburger Landgerichts erkannte eine Ordnungswidrigkeit Rüters wegen „leichtfertiger Marktmanipulation“ und verhängte eine Geldbuße.
Seit 2008 hat Rüter verschiedene Unternehmungen in den Bereichen Automotive, Food Delivery, Blockheizkraftwerke und E-Scooter gegründet oder sich an solchen beteiligt. Im Jahr 2009 wurde er Mitglied des Board of Governors des Economic Forum Deutschland (EFD) und als Beirat in Unternehmen aktiv mit projektbezogenen Tätigkeiten für internationale Beratungen zu Strategie und Coaching sowie in der Projektentwicklung großer Solaranlagen in Europa und Nordamerika. 2023 begann er als neuer CEO der in Hamburg ansässigen Photovoltaikfirma DZ4 GmbH.

## Auszeichnungen (Auswahl)
- 2003 National Leadership Award für besondere Führungsqualitäten. Verliehen November 2003 vom Economic Forum Deutschland (EFD), auch bezeichnet als John F. Kennedy-Award
- 2007 B.A.U.M.-Umweltpreis.Verliehen 2007 von B.A.U.M. e. V. sowie Sigmar Gabriel als Bundesminister für Umwelt, Naturschutz und Reaktorsicherheit, Maximilian Gege als Vorsitzender von B.A.U.M. e.V. und Uwe Möller als Generalsekretär des Club of Rome[11]
- 2007 European entrepreneur of the year Verliehen 2007 vom European Business Award Council[12]
- 2007 Entrepreneur of the year, Germany[13]
- 2007 Sustainable Award für nachhaltige unternehmerische Leistungen. Verliehen 2007 von Deloitte & Touche[14]
- 2008 World Entrepreneur of the Year 2008 (Nominierung). Gewählt von Ernst & Young und Manager Magazin